# Чень Юнься
Чень Юнься (кит.: 陈云霞; нар. 5 грудня 1995) — китайська веслувальниця, олімпійська чемпіонка 2020 року, дворазова чемпіонка світу.

## Виступи на Олімпіадах
| Олімпіада  | Дисципліна     | Місце |
| ---------- | -------------- | ----- |
| Токіо 2020 | парні четвірки | 1     |
| Париж 2024 | парні четвірки | 6     |

## Зовнішні посилання
- Чень Юнься на сайті FISA.